# Wapen van Zevenhuizen (Westerkwartier)

Wapen van Zevenhuizen

Het wapen van Zevenhuizen is het wapen van het Nederlandse dorp Zevenhuizen, in de Groningse gemeente Westerkwartier. Het wapen werd in 2009 geregistreerd op verzoek van dorpsvereniging "Door Eendracht Sterk".

## Beschrijving
De blazoenering van het wapen luidt als volgt:
Doorsneden I in keel zeven vijfpuntige sterren van goud, geplaatst vier-drie, II in sabel een schildhoofd van zilver.
De heraldische kleuren zijn: keel (rood), goud (goud), sabel (zwart) en zilver (zilver). 

## Symboliek
- Rood veld: verwijst naar een grote veenbrand in 1833 waarbij een groot gebied tussen De Wilp en Leek verwoest werd.[2]

Sterren: duiden op de bewoners van de borg Nienoord van waaruit Zevenhuizen als veenkolonie ontwikkeld werd. Het aantal zeven verwijst naar de plaatsnaam.
- Zwart veld: staat voor de turf.[2]
- Dwarsbalk: symbool voor de kanalen die het afvoeren van de turf mogelijk maakten.[2]